# VI Congresso dell'Internazionale Comunista
Il VI Congresso dell'Internazionale Comunista (Comintern) si svolse a Mosca dal 17 luglio al 1º settembre 1928. Durante il Congresso il Comintern, ormai sotto il dominio esclusivo di Stalin, formulò il concetto di terzo periodo e una nuova strategia chiamata "classe contro classe", caratterizzata da una radicale ostilità verso la socialdemocrazia, che era considerata una forma di fascismo in virtù della teoria del socialfascismo. Questo nuovo orientamento dimostrò l'importanza della "sindrome dell'assedio" nella politica sovietica (l'idea che l'Unione Sovietica fosse una cittadella assediata), il rischio di accerchiamento era aggravato, dal punto di vista della diplomazia sovietica, dalla collaborazione dei socialdemocratici occidentali con i capitalisti.
Il VI il congresso adottò una relazione di Bucharin sull'attività del Comitato esecutivo, un programma di statuti. Bucharin pronunciò il discorso di chiusura.